# Wierzchowiska Pierwsze (powiat janowski)
Wierzchowiska Pierwsze – wieś w Polsce położona w województwie lubelskim, w powiecie janowskim, w gminie Modliborzyce.

## Krótki opis
W latach 1975–1998 miejscowość należała administracyjnie do województwa tarnobrzeskiego, obecnie województwo lubelskie. Według Narodowego Spisu Powszechnego (III 2011 r.) liczyła 868 mieszkańców i była drugą co do wielkości miejscowością gminy Modliborzyce. Miejscowość wymieniana już od 1418 r. We wsi znajdował się drewniany kościół z 1922 roku został jednak rozebrany, zachowała się tylko drewniana dzwonnica. Część źródeł ma tu rzeka Sanna. Miejscowa ludność wyznania katolickiego przynależy do Parafii Matki Bożej Nieustającej Pomocy w Wierzchowiskach Drugich. Ważniejsze obiekty znajdujące się w miejscowości:
- Publiczne Przedszkole w Wierzchowiskach Pierwszych[9]
- Remiza Ochotniczej Straży Pożarnej w Wierzchowiskach I[10]
- Filia Gminnej Biblioteki Publicznej[11]

## Historia
Historia miejscowości została opisana w artykule o drugiej części wsi.